# Хьюз, Джейк
Джейк Хьюз (англ. Jake Hughes; род. 30 мая 1994 года в Бирмингеме, Великобритания) — британский автогонщик. Чемпион Формулы-4 BRDC в 2013 году. На данный момент выступает в Формуле E в составе команды McLaren.

## Карьера

### Картинг
Джейк начал заниматься картингом в возрасте 16 лет. В 2010—2012 годах участвовал в британских картинговых чемпионатах.

### Низшие формульные чемпионаты
В 2012 году Джейк дебютировал в формульных чемпионатах — участвовал в BARC Формуле-Рено на этапе в Сильверстоуне. В 2013 году участвовал на полном расписании в новом чемпионате BRDC Формула-4. По итогам сезона стал чемпионом.
В 2014 году Джейк участвовал на полном расписании в Североевропейском кубке Формулы-Рено 2.0, где занял восьмое место. В этом же году он также участвовал на отдельных этапах Еврокубка и Альпийской Формулах-Рено 2.0. В 2015 году участвовал на полном расписании в Еврокубке и Альпийской Формулах-Рено 2.0 в составе команды Koiranen GP. Занял второе место в Альпийской Формуле-Рено и шестое место в Еврокубке.

### GP3 и Формулы-3
В 2016 году Джейк перешёл в GP3, где выступал в составе команды DAMS. В течение сезона одержал две победы и занял восьмое место.
В 2017 году выступал в Чемпионате Европы Формулы-3 за команду Hitech GP. Одержал одну победу и занял пятое место по итогам сезона.
В 2018 году Джейк вернулся в GP3 в команду ART Grand Prix. За сезон он одержал одну победу и вновь занял восьмое место.
В 2019 году Джейк выступал в новом чемпионате ФИА Формуле-3 в составе команды HWA Racelab. Единственную победу в сезоне одержал во второй гонке на Ред Булл Ринге после штрафа Роберта Шварцмана. За сезон четыре раза поднимался на подиум, один раз стартовал с поул-позиции, и в итоге занял седьмое место. В следующем сезоне продолжил выступать за HWA Racelab. Одержал победу в первой гонке в Барселоне, ещё одну победу одержал во второй гонке в Монце. Как и в предыдущем сезоне занял седьмое место в чемпионате. Еще до окончания сезона Джейк объявил, что покинет Формулу-3. Однако, в 2021 году Джейк принял участие в Формуле-3 на этапе в Хунгароринге, где заменял травмированного Кайлена Фредерика.

### Формула-2
В 2020 году Джейк дебютировал в Формуле-2 на этапе в Сочи в составе команды HWA Racelab. В следующем сезоне выступил на этапах в Монце, Сочи и в Абу-Даби в составе HWA Racelab. В 2022 году был заявлен на полный сезон в команде Van Amersfoort Racing, которая заменила HWA Racelab, однако Джейк выбыл перед этапом на Поль Рикар из-за положительного теста на COVID-19, и окончательно покинул чемпионат в связи с обязательствами в Формуле E.

### Формула E
В 2019 году Джейк принял участие в тестах новичков в Марракеше в составе команды NIO Formula E Team. В следующем году вновь участвовал в тестах новичков в Марракеше в составе команды Mercedes-Benz EQ Formula E Team. В сезоне 2020/2021 Джейк исполнял обязанности резервного гонщика команды Venturi Racing. В следующем сезоне также еще исполнял обязанности резервного гонщика команды Mercedes-EQ Formula E Team.
30 ноября 2022 года стало известно, что Джейк подписал контракт с McLaren и станет основным гонщиком команды в сезоне 2022/2023. Уже в первой гонке сезона на еПри Мехико занял третье место в квалификации, а в самой гонке финишировал пятым. Перед второй гонкой еПри Диръии одержал победу в квалификации, и в гонке вновь финишировал на пятом месте. Второй раз в сезоне Джейк стартовал с поул-позиции на еПри Монако, но в гонке вновь финишировал только пятым. По итогам сезона Джейк занял 12-е место.
17 августа 2023 года было объявлено, что Джейк продолжит выступать за McLaren в сезоне 2023/2024.

## Результаты

### Общие результаты
| Год     | Серия                                    | Команды                     | Гонки            | Победы           | Поулы            | Б/Круги          | Подиумы          | Очки             | Место            |
| ------- | ---------------------------------------- | --------------------------- | ---------------- | ---------------- | ---------------- | ---------------- | ---------------- | ---------------- | ---------------- |
| 2012    | V de V Challenge Monoplace               | Antel Motorsport            | 2                | 0                | 0                | 0                | 0                | 25               | 45               |
| 2012    | BARC Формула-Рено                        | Antel Motorsport            | 2                | 0                | 0                | 0                | 0                | 7                | 3                |
| 2012    | Зимняя серия BARC Формулы-Рено           | MGR Motorsport              | 2                | 0                | 0                | 0                | 0                | 24               | 14               |
| 2013    | BRDC Формула-4                           | Lanan Racing                | 24               | 4                | 4                | 6                | 10               | 445              | 1                |
| 2014    | Североевропейский кубок Формулы-Рено 2.0 | ART Junior Team             | 4                | 0                | 0                | 0                | 0                | 152              | 8                |
| 2014    | Североевропейский кубок Формулы-Рено 2.0 | Mark Burdett Racing         | 11               | 0                | 0                | 0                | 1                | 152              | 8                |
| 2014    | Еврокубок Формулы-Рено 2.0               | Mark Burdett Racing         | 2                | 0                | 0                | 0                | 0                | 0                | НК†              |
| 2014    | Еврокубок Формулы-Рено 2.0               | Strakka Racing              | 4                | 0                | 0                | 1                | 0                | 0                | НК†              |
| 2014    | Альпийская Формула-Рено 2.0              | Strakka Racing              | 2                | 0                | 0                | 0                | 0                | 0                | НК†              |
| 2015    | Еврокубок Формулы-Рено 2.0               | Koiranen GP                 | 17               | 1                | 1                | 0                | 5                | 160              | 6                |
| 2015    | Альпийская Формула-Рено 2.0              | Koiranen GP                 | 16               | 3                | 2                | 3                | 7                | 237              | 2                |
| 2016    | GP3                                      | DAMS                        | 18               | 2                | 1                | 2                | 4                | 90               | 8                |
| 2016    | Чемпионат Европы Формулы-3               | Carlin                      | 3                | 0                | 0                | 0                | 1                | 27               | 16               |
| 2016    | Гран-при Макао                           | Carlin                      | 1                | 0                | 0                | 0                | 0                | Н/Д              | 6                |
| 2017    | Чемпионат Европы Формулы-3               | Hitech GP                   | 30               | 1                | 2                | 2                | 7                | 207              | 5                |
| 2018    | GP3                                      | ART Grand Prix              | 18               | 1                | 0                | 0                | 3                | 85               | 8                |
| 2018    | Азиатский чемпионат Формулы-3            | Hitech GP                   | 9                | 9                | 6                | 8                | 9                | 225              | 2                |
| 2018    | Гран-при Макао                           | Hitech GP                   | 1                | 0                | 0                | 0                | 0                | Н/Д              | 4                |
| 2019    | Формула-3                                | HWA Racelab                 | 16               | 1                | 1                | 2                | 4                | 90               | 7                |
| 2019    | Гран-при Макао                           | HWA Racelab                 | 1                | 0                | 0                | 1                | 0                | Н/Д              | 17               |
| 2019    | Европейская Формула Regional             | KIC Motorsport              | 3                | 0                | 0                | 1                | 3                | 45               | 12               |
| 2019-20 | Азиатский чемпионат Формулы-3            | Hitech Grand Prix           | 6                | 0                | 0                | 1                | 0                | 24               | 14               |
| 2020    | Формула-3                                | HWA Racelab                 | 18               | 2                | 0                | 3                | 4                | 111,5            | 7                |
| 2020    | Формула-2                                | BWT HWA Racelab             | 2                | 0                | 0                | 0                | 0                | 0                | 23               |
| 2020-21 | Формула E                                | Mercedes-EQ Formula E Team  | Резервный гонщик | Резервный гонщик | Резервный гонщик | Резервный гонщик | Резервный гонщик | Резервный гонщик | Резервный гонщик |
| 2020-21 | Формула E                                | ROKiT Venturi Racing        | Резервный гонщик | Резервный гонщик | Резервный гонщик | Резервный гонщик | Резервный гонщик | Резервный гонщик | Резервный гонщик |
| 2021    | Формула-2                                | HWA Racelab                 | 8                | 0                | 0                | 0                | 0                | 8                | 18               |
| 2021    | Формула-3                                | Carlin Buzz Racing          | 3                | 0                | 0                | 0                | 0                | 0                | 27               |
| 2021-22 | Формула E                                | Mercedes-EQ Formula E Team  | Резервный гонщик | Резервный гонщик | Резервный гонщик | Резервный гонщик | Резервный гонщик | Резервный гонщик | Резервный гонщик |
| 2021-22 | Формула E                                | ROKiT Venturi Racing        | Резервный гонщик | Резервный гонщик | Резервный гонщик | Резервный гонщик | Резервный гонщик | Резервный гонщик | Резервный гонщик |
| 2022    | Формула 2                                | Van Amersfoort Racing       | 16               | 0                | 0                | 0                | 0                | 26               | 16               |
| 2022-23 | Формула E                                | Neom McLaren Formula E Team | 15               | 0                | 2                | 0                | 0                | 48               | 12               |

† Хьюз участвовал в соревновании по приглашению, поэтому ему не начислялись очки чемпионата.

### GP3
| Сезон | Команда        | 1        | 2       | 3        | 4        | 5          | 6        | 7          | 8        | 9        | 10       | 11         | 12         | 13      | 14       | 15         | 16       | 17      | 18      | Место | Очки |
| ----- | -------------- | -------- | ------- | -------- | -------- | ---------- | -------- | ---------- | -------- | -------- | -------- | ---------- | ---------- | ------- | -------- | ---------- | -------- | ------- | ------- | ----- | ---- |
| 2016  | DAMS           | КАТ 1 2  | КАТ 2 8 | РБР 1 8  | РБР 2 6  | СИЛ 1 Сход | СИЛ 2 17 | ХУН 1 23   | ХУН 2 19 | ХОК 1 8  | ХОК 2 1  | СПА 1 Сход | СПА 2 Сход | МНЦ 1 3 | МНЦ 2 10 | СЕП 1 Сход | СЕП 2 12 | ЯСМ 1 7 | ЯСМ 2 1 | 8     | 90   |
| 2018  | ART Grand Prix | КАТ 1 13 | КАТ 2 3 | ПОЛ 1 10 | ПОЛ 2 17 | РБР 1 5    | РБР 2 1  | СИЛ 1 Сход | СИЛ 2 8  | ХУН 1 16 | ХУН 2 14 | СПА 1 7    | СПА 2 4    | МНЦ 1 9 | МНЦ 2 4  | СОЧ 1 7    | СОЧ 2 16 | ЯСМ 1 7 | ЯСМ 2   | 8     | 85   |

### Формула-3
| Сезон | Команда            | 1         | 2          | 3          | 4           | 5        | 6        | 7        | 8          | 9        | 10       | 11       | 12         | 13         | 14       | 15      | 16      | 17      | 18      | 19    | 20    | 21    | Место | Очки  |
| ----- | ------------------ | --------- | ---------- | ---------- | ----------- | -------- | -------- | -------- | ---------- | -------- | -------- | -------- | ---------- | ---------- | -------- | ------- | ------- | ------- | ------- | ----- | ----- | ----- | ----- | ----- |
| 2019  | HWA Racelab        | КАТ 1 17  | КАТ 2 Сход | ПОЛ 1 Сход | ПОЛ 2 7     | РБР 1 7  | РБР 2 1  | СИЛ 1 9  | СИЛ 2 Сход | ХУН 1 3  | ХУН 2 3  | СПА 1 21 | СПА 2 Сход | МНЦ 1 6    | МНЦ 2 3  | СОЧ 1 7 | СОЧ 2 4 |         |         |       |       |       | 7     | 90    |
| 2020  | HWA Racelab        | РБР1 1 28 | РБР1 2 12  | РБР2 1 10‡ | РБР2 2 Сход | ХУН 1 24 | ХУН 2 19 | СИЛ1 1 4 | СИЛ1 2 10  | СИЛ2 1 2 | СИЛ2 2 7 | КАТ 1    | КАТ 2 10   | СПА 1 Сход | СПА 2 17 | МНЦ 1 5 | МНЦ 2 1 | МУД 1 2 | МУД 2 6 |       |       |       | 7     | 111,5 |
| 2021  | Carlin Buzz Racing | КАТ 1     | КАТ 2      | КАТ 3      | ПОЛ 1       | ПОЛ 2    | ПОЛ 3    | РБР1 1   | РБР1 2     | РБР1 3   | ХУН 1 16 | ХУН 2 17 | ХУН 3 13   | СПА 1      | СПА 2    | СПА 3   | ЗАН 1   | ЗАН 2   | ЗАН 3   | СОЧ 1 | СОЧ 2 | СОЧ 3 | 27    | 0     |

‡ Получил половину очков из-за того, что закончил менее 75 % гоночной дистанции.

### Формула-2
| Сезон | Команда               | 1            | 2         | 3           | 4         | 5          | 6          | 7          | 8          | 9          | 10         | 11        | 12         | 13          | 14            | 15          | 16         | 17         | 18         | 19         | 20           | 21       | 22            | 23          | 24           | 25      | 26      | 27      | 28      | Место | Очки |
| ----- | --------------------- | ------------ | --------- | ----------- | --------- | ---------- | ---------- | ---------- | ---------- | ---------- | ---------- | --------- | ---------- | ----------- | ------------- | ----------- | ---------- | ---------- | ---------- | ---------- | ------------ | -------- | ------------- | ----------- | ------------ | ------- | ------- | ------- | ------- | ----- | ---- |
| 2020  | BWT HWA Racelab       | РБР1 ГОН     | РБР1 СПР  | РБР2 ГОН    | РБР2 СПР  | ХУН ГОН    | ХУН СПР    | СИЛ1 ГОН   | СИЛ1 СПР   | СИЛ2 ГОН   | СИЛ2 СПР   | КАТ ГОН   | КАТ СПР    | СПА ГОН     | СПА СПР       | МНЦ ГОН     | МНЦ СПР    | МУД ГОН    | МУД СПР    | СОЧ ГОН 12 | СОЧ СПР Сход | БАХ1 ГОН | БАХ1 СПР      | БАХ2 ГОН    | БАХ2 СПР     |         |         |         |         | 23    | 0    |
| 2021  | HWA Racelab           | БАХ СПР1     | БАХ СПР2  | БАХ ГОН     | МОН СПР1  | МОН СПР2   | МОН ГОН    | БАК СПР1   | БАК СПР2   | БАК ГОН    | СИЛ СПР1   | СИЛ СПР2  | СИЛ ГОН    | МНЦ СПР1 12 | МНЦ СПР2 Сход | МНЦ ГОН 13  | СОЧ СПР1 4 | СОЧ СПР2 О | СОЧ ГОН 18 | ДЖИ СПР1   | ДЖИ СПР2     | ДЖИ ГОН  | ЯСМ СПР1 Сход | ЯСМ СПР2 13 | ЯСМ ГОН Сход |         |         |         |         | 18    | 8    |
| 2022  | Van Amersfoort Racing | БАХ СПР Сход | БАХ ГОН 9 | ДЖИ СПР ДСК | ДЖИ ГОН 4 | ИМО СПР 18 | ИМО ГОН 12 | КАТ СПР 20 | КАТ ГОН 16 | МОН СПР 18 | МОН ГОН 13 | БАК СПР 9 | БАК ГОН 10 | СИЛ СПР 11  | СИЛ ГОН 10    | РБР1 СПР 16 | РБР1 ГОН 5 | ПОЛ СПР    | ПОЛ ГОН    | ХУН СПР    | ХУН ГОН      | СПА СПР  | СПА ГОН       | ЗАН СПР     | ЗАН ГОН      | МНЦ СПР | МНЦ ГОН | ЯСМ СПР | ЯСМ ГОН | 16    | 26   |

### Формула E
| Сезон   | Команда                     | Шасси          | Силовая установка | 1     | 2     | 3     | 4        | 5      | 6     | 7        | 8      | 9     | 10     | 11       | 12     | 13     | 14     | 15     | 16     | Место | Очки |
| ------- | --------------------------- | -------------- | ----------------- | ----- | ----- | ----- | -------- | ------ | ----- | -------- | ------ | ----- | ------ | -------- | ------ | ------ | ------ | ------ | ------ | ----- | ---- |
| 2022-23 | Neom McLaren Formula E Team | Formula E Gen3 | Nissan e-4ORCE 04 | МЕХ 5 | ДИР 8 | ДИР 5 | ХАЙ Сход | КЕЙ 10 | САН 8 | БЕР Сход | БЕР 18 | МОН 5 | ДЖА 10 | ДЖА Сход | ПОР 18 | РИМ НС | РИМ 11 | ЛОН 10 | ЛОН 19 | 12    | 48   |